# Incidenti tra armeni e azeri

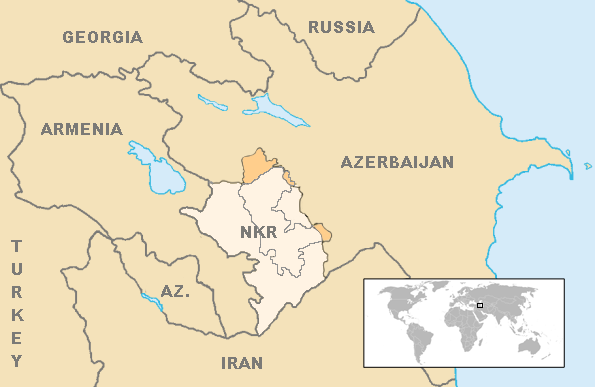
Armenia, Nagorno Karabakh ed Azerbaigian

A partire dall'Accordo di Biškek del 1994 che segnava il cessate il fuoco dopo il conflitto per il Nagorno Karabakh si sono registrate numerose violazioni della tregua.
Secondo il quotidiano "The Economist" le vittime sarebbero tremila, cifra che tuttavia non appare documentata ed è presumibilmente molto più alta di quella reale.
Nella sotto indicata Lista degli incidenti tra armeni ed azeri  vengono riportate le criticità più significative per le quali si rimanda alla specifica voce.

## Lista incidenti
- Scontri di Karmiravan del 1999
- Scontri di Martakert del 2000
- Scontri di Fizuli del 2003
- Scontri di Agdam del 2005
- Scontri di Martakert del 2008
- Scontri di Martakert del 2010
- Scontri al confine armeno-azero nel 2012
- Scontri armeno-azeri del 2014
- Scontri armeno-azeri del 2015
- Guerra dei quattro giorni in Nagorno Karabakh del 2016
- Scontri armeno-azeri del 2017
- Seconda guerra del Nagorno Karabakh